# Мирошниченко, Николай Иванович
Николай Иванович Мирошниченко (род. 25 мая 1934 года в станице Крыловская) — русский советский писатель, драматург. Член Союза писателей СССР (1977), Заслуженный деятель искусств Абхазской АССР (1981), лауреат Премии Ленинского комсомола (1986).

## Биография
Родился 25 мая 1934 года в станице Крыловская (теперь Крыловский район, Краснодарский край). В 1964 году окончил Всесоюзный заочный юридический институт.
В 1962—1965 годах — заместитель заведующего отделом пропаганды ЦК ВЛКСМ; в 1966—1968 годах — ответственный секретарь, в 1968—1972 годах — заместитель главного редактора журнала «Молодая гвардия», в 1972—1985 годах — заместитель главного редактора журнала «Театр». В 1985—2006 годах — главный редактор журнала «Современная драматургия».
Лауреат Государственной премии УССР имени Т. Г. Шевченко за 1982 год; вместе с В. Терентьевым (режиссёр-постановщик), А. Кривошеиным (художником), А. Гончаром (исполнитель роли Автора и первого секретаря обкома партии) за спектакль «Возрождение» по одноимённой книге Л. И. Брежнева в Одесском русском драматическом театре имени А. В. Иванова.
Переводил драматические произведения с абхазского языка.

## Работы
- Повесть «Таращанские зори» (1963),
- Повесть «Когда отзвенел малиновый звон» (1966);
- Роман «Человек, сын человеческий» (1971);
- «Берегите белую птицу» (1973),
- «Жизнелюб» (1974),
- «Третье поколение» (1977),
- «Непоклонов» (1977),
- «Мгновение над пропастью» (1978),
- «Андрей Колобов» (1978),
- «Искушение» (1980; отдельное издание – Москва, 1982),
- «Возрождение» (1982),
- «Воссоздание Храма» (2001)